# Call of Duty: United Offensive
A Call of Duty: United Offensive a Call of Duty belső nézetű lövöldözős videójáték kiegészítőcsomagja. A Gray Matter Studios fejlesztette, és az Activision adta ki. Windows platformra 2004. szeptember 14-én, Mac OS X-re pedig 2004. november 22-én jelent meg.

## Játékmenet
A United Offensive legnagyobb változtatásai a játék többjátékos részét érintik. Új, az eredeti játéknál jóval nagyobb pályák kerültek be, a történetmódból származó új fegyverek, egy játékon belüli rangrendszer, amely több ponttal további bónuszokat ad, valamint járművek, például tankok és dzsipek.

### Karakterek
- Cpl. Scott Riley az amerikai hadjárat első játszható főszereplője a United Offensive-ben. Riley végigharcolja a teljes bastogne-i hadjáratot: megvédi Bois Jacques-t, elfoglalja és biztosítja a kereszteződést és Foy városát, valamint beveszi Noville-t.
- Sgt. James Doyle a United Offensive második játszható főszereplője, aki a brit hadjáratban irányítható karakterként szerepel. Doyle a Királyi Légierő B-17 Flying Fortress lövésze, akit a hollandiai bevetés során lőnek le az RAF első nappali küldetésén, amelyen ezeket a gépeket használták. A holland ellenállás, Major Ingram, az S.A.S. egyik katonájának segítségével, még azelőtt kimenti őt, hogy a németek elfoghatnák. Doyle (immár S.A.S. katonaként) és Ingram ezután más S.A.S. egységekkel együtt Szicíliába indulnak, hogy megsemmisítsenek több, sziklákra telepített hatalmas ágyút.
- Pvt. Yuri Petrenko a United Offensive játszható szovjet főszereplője. Petrenko részt vesz a szovjet lövészárkok védelmében a kurszki csatában, biztosítja Ponyri utcáit, megsemmisíti a német páncélosokat Prokban, valamint rohamozza és védi Harkovot egészen a szovjet erősítések megérkezéséig.

### Multiplayer
A United Offensive a többjátékos módba egy rangrendszert vezet be. Ahogy a játékosok pontszáma nő, úgy lépnek előrébb a ranglétrán. Minden rang új előnyöket és bónuszokat biztosít az újraéledéskor. A többjátékos mód céljai közé tartozik például a robbanószerek telepítése vagy hatástalanítása, objektumok megsemmisítése vagy védelme, zászlók elfoglalása vagy megóvása, valamint a baráti zászlóvivők támogatása. A rangok minden pályán újraindulnak, és nem maradnak meg tartósan.
A United Offensive három új többjátékos játékmódot ad a játékhoz: Domination, Capture the Flag és Base Assault.

## Fogadtatás
| Összegzőoldal | Értékelés |
| ------------- | --------- |
| GameRankings  | 87%       |
| Metacritic    | 87/100    |

A Call of Duty: United Offensive „általánosságban pozitív” értékeléseket kapott a kritikusoktól – a Metacritic véleményösszesítő oldal szerint.

## Díjak, elismerések
| Év   | Díj                     | Kategória          | Eredmények |
| ---- | ----------------------- | ------------------ | ---------- |
| 2004 | Computer Games Magazine | Az év kiegészítője | Elnyerte   |
| 2004 | GameSpot                | Az év kiegészítője | Jelölve    |

## Fordítás
Ez a szócikk részben vagy egészben  a   Call of Duty: United Offensive című angol Wikipédia-szócikk ezen változatának fordításán alapul.  Az eredeti cikk szerkesztőit annak laptörténete sorolja fel. Ez a jelzés csupán a megfogalmazás eredetét és a szerzői jogokat jelzi, nem szolgál a cikkben szereplő információk forrásmegjelöléseként.